# Amt Eldetal

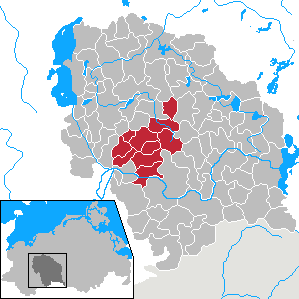
Amt Eldetal im Landkreis Parchim

Im Amt Eldetal (Landkreis Parchim in Mecklenburg-Vorpommern) waren seit 1991 die neun Gemeinden Damm, Domsühl, Friedrichsruhe, Grebbin, Groß Niendorf, Klinken, Raduhn, Severin und Zölkow zur Erledigung ihrer Verwaltungsgeschäfte zusammengeschlossen. Der Sitz der Amtsverwaltung befand sich in der Gemeinde Domsühl. Am 13. Juni 2004 wurde die Gemeinde Ruthenbeck aus dem Amt Crivitz nach Friedrichsruhe eingemeindet, die wiederum am 1. Juli 2004 in das Amt Crivitz wechselte. Am selben Tag wurde das Amt Eldetal aufgelöst. Die Gemeinden des Amtes bilden seither mit Gemeinden des ebenfalls aufgelösten Amtes Parchim-Land das neue Amt Parchimer Umland.